# Kungälv (Gemeinde)
Koordinaten: 57° 52′ N, 11° 59′ O

Kungälv ist eine Gemeinde (schwedisch kommun) in der  schwedischen Provinz Västra Götalands län. Der Hauptort ist Kungälv. Weitere Siedlungen sind die Stadt Marstrand, die Ortschaften Diseröd, Kareby, Kode, Kärna, Tjuvkil sowie weitere kleinere Dörfer.

## Geographie
Die Gemeinde Kungälv liegt etwa 20 km nördlich von Göteborg. Sie erstreckt sich vom Göta älv bis zur Küste des Kattegat. Der nördliche Arm des Göta älv bildet die südliche und östliche Gemeindegrenze. Das Gemeindegebiet umfasst auch die der Küste vorgelagerten Schären, auf denen die Stadt Marstrand, ein wichtiges Fremdenverkehrszentrum, liegt.

## Wirtschaft
Die Wirtschaft der Gemeinde Kungälv ist geprägt durch ihre Nähe zur Großstadt Göteborg. Neben einigen Industriebetrieben im Zentralort ist Kungälv auch ein wichtiges Dienstleistungszentrum mit einem großen Anteil öffentlicher Verwaltung. Die größten Arbeitgeber sind die Gemeinde und der Provinziallandtag.
An der Küste ist der Fremdenverkehr von Bedeutung, vor allem in Marstrand, seit dem 19. Jahrhundert einer der wichtigsten Badeorte und Freizeithäfen an der Westküste.

## Gemeindepartnerschaft
Kungälv pflegt eine Gemeindepartnerschaft mit Hiddenhausen im Kreis Herford in Nordrhein-Westfalen.